# Kírovskoie (Sakhalín)
|  | Per a altres significats, vegeu «Kírovskoie». |

Kírovskoie (en rus: Кировское) és un poble de l'óblast de Sakhalín, a Rússia, el 2013 tenia 1.537 habitants. Pertany al districte municipal de Tímovskoie.